# Muł pteropodowy
Muł pteropodowy – pelagiczny, biogeniczny osad strefy batialnej, zawierający do 90% węglanu wapnia utworzony głównie z obumarłych szczątków organizmów mięczaków (ślimaków skrzydłonogich), żyjących masowo w warstwach powierzchniowych. Tworzy się na dnie oceanów w strefach gorących i umiarkowanych, w głębinach nie większych niż 2000 m p.p.m. Nazwa mułu pochodzi od ślimaków skrzydłonogich (Pteropoda), którego szczątki są głównym składnikiem mułu. Muł pteropodowy przypomina muł globigerynowy. 